# كريس جنكينز
كريس جنكينز (بالإنجليزية: Chris Jenkins)‏ هو مهندس الصوت أمريكي، ولد في القرن العشرين في الولايات المتحدة.

## وصلات خارجية
- كريس جنكينز على موقع IMDb (الإنجليزية)
- كريس جنكينز على موقع قاعدة بيانات الفيلم (الإنجليزية)